# Lista de presidentes do Governo Regional dos Açores

Bandeira da Região Autónoma dos Açores

Esta é a lista dos presidentes do Governo Regional dos Açores:

## Lista
Legenda de cores
| # | Presidente do Governo Regional (Nascimento–Morte) | Retrato     | Início do mandato      | Fim do mandato         | Eleições (Governo) | Partido | Partido                                               |
| - | ------------------------------------------------- | ----------- | ---------------------- | ---------------------- | ------------------ | ------- | ----------------------------------------------------- |
| 1 | João Bosco Soares Mota Amaral (1943–)             |             | 8 de setembro de 1976  | 20 de outubro de 1995  | 1976 (I)           |         | Social Democrata                                      |
| 1 | João Bosco Soares Mota Amaral (1943–)             | 1980 (II)   | 8 de setembro de 1976  | 20 de outubro de 1995  |                    |         | Social Democrata                                      |
| 1 | João Bosco Soares Mota Amaral (1943–)             | 1984 (III)  | 8 de setembro de 1976  | 20 de outubro de 1995  |                    |         | Social Democrata                                      |
| 1 | João Bosco Soares Mota Amaral (1943–)             | 1988 (IV)   | 8 de setembro de 1976  | 20 de outubro de 1995  |                    |         | Social Democrata                                      |
| 1 | João Bosco Soares Mota Amaral (1943–)             | 1992 (V)    | 8 de setembro de 1976  | 20 de outubro de 1995  |                    |         | Social Democrata                                      |
| 2 | Alberto Romão Madruga da Costa (1940–2014)        |             | 20 de outubro de 1995  | 8 de novembro de 1996  | —— (VI)            |         | Social Democrata                                      |
| 3 | Carlos Manuel Martins do Vale César (1956–)       |             | 8 de novembro de 1996  | 6 de novembro de 2012  | 1996 (VII)         |         | Socialista                                            |
| 3 | Carlos Manuel Martins do Vale César (1956–)       | 2000 (VIII) | 8 de novembro de 1996  | 6 de novembro de 2012  |                    |         | Socialista                                            |
| 3 | Carlos Manuel Martins do Vale César (1956–)       | 2004 (IX)   | 8 de novembro de 1996  | 6 de novembro de 2012  |                    |         | Socialista                                            |
| 3 | Carlos Manuel Martins do Vale César (1956–)       | 2008 (X)    | 8 de novembro de 1996  | 6 de novembro de 2012  |                    |         | Socialista                                            |
| 4 | Vasco Ilídio Alves Cordeiro (1973–)               |             | 6 de novembro de 2012  | 24 de novembro de 2020 | 2012 (XI)          |         | Socialista                                            |
| 4 | Vasco Ilídio Alves Cordeiro (1973–)               | 2016 (XII)  | 6 de novembro de 2012  | 24 de novembro de 2020 |                    |         | Socialista                                            |
| 5 | José Manuel Cabral Dias Bolieiro (1965–)          |             | 24 de novembro de 2020 | presente               | 2020 (XIII)        |         | Social Democrata (com os Centristas e os Monárquicos) |
| 5 | José Manuel Cabral Dias Bolieiro (1965–)          | 2024 (XIV)  | 24 de novembro de 2020 | presente               |                    |         | Social Democrata (com os Centristas e os Monárquicos) |